# Pero astapa
Pero astapa là một loài bướm đêm trong họ Geometridae.